# Hermann Seidel (Mediziner)
Hermann Gustav Ludwig Karl Seidel (* 13. Juli 1855 in Schwerin; † 8. November 1895 in Braunschweig) war ein deutscher Mediziner, Arzt und Chirurg.

## Kindheit und Ausbildung
Hermann Seidel war der Sohn des Ersten Pastors an der Schweriner Schelfkirche St. Nikolai und Schriftstellers Heinrich Alexander Seidel (1811–1861) und dessen Ehefrau Johanne (Auguste), geb. Römer (1823–1896). Bekannte Geschwister von Hermann Seidel waren sein ältester Bruder, der Ingenieur und Schriftsteller Heinrich Seidel (1842–1906), und sein jüngster Bruder, der Kunsthistoriker Paul Seidel (1858–1929). Insgesamt hatte er 3 Brüder und zwei Schwestern, mit denen er naturverbunden aufwuchs.
Bis zum Abitur zu Michaelis 1874 besuchte Seidel das Gymnasium zu Schwerin, um anschließend, wie sein Großvater, das Studium der Medizin an der Universität Würzburg zu beginnen. In Würzburg absolvierte er zugleich die erste Hälfte seines Wehrdienstes als Einjährig-Freiwilliger.
Nachdem er im Sommer 1875 in Heidelberg studierte, führte ihn sein Weg weiter nach Straßburg, wo sein Schwager Rudolph Sohm, Ehemann seiner zweitältesten Schwester Clara (1848–1879), als Rechtshistoriker und Kirchenrechtler wirkte und wo er am 20. Februar 1877 das Tentamen physicum bestand. Zu Ostern 1877 begab er sich für zwei Jahre nach Leipzig, wo er Vorlesungen von Carl Thiersch und Ernst L. Wagner besuchte. Sein Staatsexamen beendete er am 19. März 1880 in Straßburg und diente anschließend vom 1. Mai bis zum 31. Oktober 1880 als einjährig-freiwilliger Arzt bei der Marine in Kiel, die ihn am 22. Januar 1881 zum Assistenzarzt zweiter Klasse und am 21. September 1884 zum Assistenzarzt erster Klasse beförderte. Am 14. Mai 1881 schließlich wurde Hermann Seidel in Leipzig zum Dr. med. promoviert.

## Assistenzarzt in Halle (1881–1886)
Bereits um den Beginn des Jahres 1881 herum hatte Hermann Seidel der Ruf des berühmten Chirurgen Richard von Volkmann, in dessen Klinik er zunächst als Volontär eintrat und ab 1882 Assistent war, nach Halle geführt. Am 14. März 1882 heiratete er Emmy Lösewitz-Ebers, Adoptivtochter des berühmten Ägyptologen und Romandichters Georg Ebers, mit der er zwei Söhne bekam, die beide bereits 1885 an Diphtherie starben. Am 15. September 1885 wurde allerdings auch Tochter Ina Seidel geboren und Hermann Seidel wurde im selben Jahr Privatassistent von Klinikchef Richard von Volkmann. Jedoch veranlassten ihn der Verlust der beiden Söhne und der Wunsch nach Selbständigkeit dazu, sich im darauffolgenden Jahr einen neuen Wirkungskreis zu suchen. Auf einer Reise nach Düsseldorf, wo sich die Hoffnung auf eine Anstellung im Krankenhaus zerschlug, machte er Halt in Braunschweig. Die Stadt sagte ihm so zu, dass er bereits Ende März 1886 mit seiner Familie dorthin übersiedelte, obwohl auf eine Stelle im Krankenhaus keine Aussicht bestand.

## Erfolg mit chirurgischer Privat-Klinik in Braunschweig
Die Familie bezog in Braunschweig Domizil in der Fallersleberthorpromenade 7, wo Major a. D. von Münchhausen und die Lehrerin Haars gerade ausgezogen waren. Mit im Haus (Assekuranz-Nr. 1692), das dem Privatingenieur Königsdorf gehörte, wohnten der Kaufmann Bollmann und die Witwe des Klavierbauers Friedrich Grotrian. Im Laufe des Sommers 1886 kaufte Hermann Seidel dem Oberlehrer Müller das Haus mit der Assekuranz-Nr. 3452 in der Parkstraße 3 ab und eröffnete darin eine chirurgische Privatklinik (Sprechstunden: 10–12h und 16–18h). Mit im Haus wohnte noch die Witwe Matthias, die neu eingezogen war, nachdem Dr. phil. Meyer, Referendar Wicke und Schriftführer Schwettje ausgezogen waren. Aufgrund Seidels chirurgischer und menschlicher Qualitäten, die sich schnell in der Stadt herumsprachen, erfuhr seine Privatklinik in kürzester Zeit einen ungeheuren Zulauf an Patienten, der die Erwartungen Seidels weit übertraf.
Nachdem am 15. Januar 1887 Seidels Sohn Willy geboren wurde und er in den Jahren 1888 und 1889 mit seiner Familie im Haus (Assekuranz-Nr. 5244) des Architekten Campe in der nahe der Privatklinik gelegenen Adolfstraße 58 gewohnt hatte, lebten sie ab dem Jahre 1890 nur wenige Meter weiter direkt neben dem im Jahre 1885 eröffneten Herzoglichen Neuen Gymnasium im Haus (Assekuranz-Nr. 4887) des Oberstallmeisters a. D. von Girsewald in der Adolfstraße 54. Ab dem Jahre 1891 war Seidel Besitzer des Hauses und hatte den Rittmeister Walther-Weißbeck als Untermieter mit im Haus wohnen, dem im Jahre 1892 das Fräulein Heß und der Arzt Dr. med. Budde folgten. Ab dem Jahre 1892 war Familie Seidel unter der Fernsprechnummer F 471 sogar telefonisch erreichbar.

## Tuberkuloseerkrankung und Genesung (Winter 1891/92)
Im Winter 1891/92 wurden auf Seidels Lunge Tuberkeln entdeckt, die Krankheit befand sich jedoch noch in der Frühphase. Er reiste sofort ab, um einen Teil des Winters im Luftkurort Arosa zu verbringen, der ab dem Jahr 1883 durch den deutschen Arzt Otto Herwig Bekanntheit erlangt hatte, da dieser dort bei seinem Besuch von einer Lungenkrankheit geheilt wurde und daraufhin das Sanatorium Arosa (später Sanatorium Berghilf) gegründet hatte.
Den zweiten Teil des Winters verbrachte Seidel in Ägypten, wo er an archäologischen Ausgrabungen von Richard von Kaufmann bei der Ziegelpyramide in Hawara im östlichen Fayyum-Becken teilnahm, bei der im März 1892 der sensationelle Fund von Mumienporträts im Grab der Aline gemacht wurde und er auf Hermann von Wissmann traf. Von der Tuberkulose genesen, nahm er mit frischen Kräften im Frühjahr 1892 seine Tätigkeit als Specialarzt für Chirurgie und Orthopädie in seiner Klinik in der Parkstraße 3 wieder auf.

## Chefarzt der Chirurgischen Abteilung des Herzoglichen Krankenhauses (1892–1895)
Seidel wurde ein in der Stadt überaus erfolgreicher, äußerst gesuchter und angesehener Chirurg und übernahm, nachdem am 10. Juli 1892 der Medizinalrat Otto Völker gestorben war, zum 1. Oktober 1892 die Leitung der Chirurgischen Abteilung des Herzoglichen Krankenhauses zu Braunschweig und reduzierte die Sprechstunden-Zeiten in seiner Privatklinik auf 11–13 Uhr. Am 1. Januar 1893 wurde er von der Regierung als stimmführendes Mitglied in das Obersanitätskollegium berufen, im Jahre 1894 erfolgte seine Ernennung zum Professor.

## Lebensende
„Infolge aufreibender Thätigkeit und unangenehmer Zerwürfnisse mit Kollegen nervös geworden“, nahm sich Seidel im Alter von 40 Jahren am 8. November 1895 „in einer Anwandlung von geistiger Störung“ durch eine Überdosis Morphium das Leben. Er wurde auf dem Hauptfriedhof Braunschweig beigesetzt. Die aufgrund der „bösartigen Intrige gegen Seidel“ sicherlich nicht ganz einfache Nachfolge als Leiter der Chirurgischen Abteilung trat zum 1. April 1896 der seit 1882 als Oberarzt im Kinderkrankenhaus in Dresden tätige Hofrat Otto Sprengel an, der von 1878 bis 1881 ebenfalls mit Richard von Volkmann zusammengearbeitet hatte.

## Familie
Er war der Vater der Schriftstellerin Ina Seidel, des Schriftstellers Willy Seidel und der Schauspielerin und Lektorin Annemarie Seidel.